# ایکاروس (فیلم ۲۰۱۷)
ایکاروس (انگلیسی: Icarus) فیلمی مستند به کارگردانی برایان فوگل است که در سال ۲۰۱۷ منتشر شد. این فیلم روند جستجوی فوگل در مورد انتخاب گزینه دوپینگ برای پیروز شدن در یک مسابقه دوچرخه‌سواری آماتور را نشان می‌دهد و هنگامی که او از گئورگی رادچنکو، رئیس آزمایشگاه ضددوپینگ روسیه کمک می‌خواهد، یک رسوایی بزرگ دوپینگ در روسیه رخ می‌دهد.
فیلم در جشنواره فیلم ساندنس در ۲۰ ژانویه ۲۰۱۷ به نمایش درآمد و جایزه ویژه هیئت داوران (جایزه اورول) را کسب کرد. نت‌فلیکس امتیاز پخش این فیلم را کسب کرد و آن را به صورت جهانی در ۴ اوت ۲۰۱۷ پخش کرد. این فیلم در نودمین دوره جوایز اسکار برنده جایزه اسکار بهترین فیلم مستند گردید.